# Jacques L'Hermite
Pour les articles homonymes, voir Hermite.
Jacques (ou Jacob) L'Hermite (né en 1582 et mort le 2 juin 1624 à Callao, au Pérou), est un explorateur et amiral hollandais. Son nom a été donné aux îles L'Hermite, en Terre de Feu, proche du cap Horn, au Chili.

## Biographie
Jacques L’Hermite était un marchand et un armateur de Rotterdam, membre de la Compagnie néerlandaise des Indes orientales. Il est resté célèbre en tant qu’amiral de la flotte de Nassau qui effectua le tour du monde de 1623 à 1626, mais aussi grâce à l'archipel et à l’île L'Hermite, près du cap Horn, qui ont immortalisé son nom.
La flotte de Nassau a été envoyée par les États généraux des Provinces-Unies et le prince Maurice de Nassau contre les Espagnols au Pérou. Elle comportait onze navires aux noms de Oranje, Haas, Amsterdam, Arend, Koning David, Delft, Eendracht, Griffioen, Windhond, Hollandia et Hoop en Mauritius, ainsi que 1 637 hommes d’équipage. Le bateau amiral était l’Amsterdam.
La flotte partit d’Amsterdam le 29 avril 1623. Le 16 février 1624, la flotte est en vue du cap Horn au nord nord-est. Après avoir tiré deux bords et louvoyé sans nécessité aucune vers l’ouest, ils tombent sur la baie baptisée la baie Nassau (Bahía Nassau). En tournant ainsi le dos au cap Horn, Jacques L’Hermite découvrait un passage entre le détroit Lemaire et le Faux Cap Horn situé au nord du fameux cap. Les noms géographiques de la région témoignent des découvertes de cette expédition. À côté de la baie Nassau et des îles L'Hermite précédemment nommées, se trouvent la baie de Schapenham, en l'honneur du vice-amiral Gheen Huygen Schapenham, située à 55° 34′ S, 68° 01′ O la baie Windhond, d’après un des noms des navires de la flotte, située 55° 14′ S, 67° 32′ O et la baie Orange, un autre navire de la flotte, située 55° 31′ S, 68° 04′ O.
Outre ces découvertes géographiques, on doit à cette expédition le premier contact entre les Européens et les Yagans (ou Yámanas) alors que la flotte est au mouillage dans la baie Nassau. La rencontre se termine dans le sang, les Amérindiens tuent 5 hommes du navire Arend. À la suite du contournement de la pointe sud de l’Amérique, la flotte attaque comme prévu les villes de Callao , Guayaquil et Pisco.
Le 2 juin 1624, Jacques L’Hermite, qui était déjà avant son départ d’Amsterdam un homme malade, meurt devant Callao. Il est enterré sur l’île San Lorenzo, à proximité de Lima.